# Infrarouge (émission de télévision suisse)
Pour les articles homonymes, voir Infrarouge (homonymie) et Infrarouge (émission de télévision française).
Infrarouge est une émission de débat de la Radio télévision suisse (RTS).
Chaque émission réunit sur le plateau divers intervenants qui viennent débattre d'une thématique d'actualité.

## Équipe

### Producteurs
- 2004-2008 : Romaine Jean
- 2016-2017 : Esther Mamarbachi et Romaine Morard
- 2017-2018 : Esther Mamarbachi et Alexis Favre
- Depuis 2018 : Alexis Favre et Jean-Marc Aellen

### Présentateurs
- 2004-2008 : Romaine Jean et Michel Zendali
- Esther Mamarbachi et Elisabeth Logean
- Esther Mamarbachi et David Berger
- 2016-2017 : Esther Mamarbachi et Romaine Morard
- 2017-2018 : Esther Mamarbachi et Alexis Favre
- Depuis 2018 : Alexis Favre